# Championnats du monde juniors de patinage artistique 1977
Navigation
Édition précédente Édition suivante
Les Championnats du monde juniors de patinage artistique 1977 ont lieu du 8 au 12 février 1977 au palais des sports de Megève en France. 
Pour la deuxième et dernière fois, le nom officiel de la compétition était Championnats ISU juniors de patinage artistique.

## Qualifications
Les patineurs sont éligibles à l'épreuve s'ils représentent une nation membre de l'Union internationale de patinage (International Skating Union en anglais) et s'ils ont moins de 19 ans avant le 1er juillet 1976, sauf pour les messieurs qui participent au patinage en couple et à la danse sur glace où l'âge maximum est de 21 ans. Les fédérations nationales sélectionnent leurs patineurs en fonction de leurs propres critères.
Sur la base des résultats des championnats du monde juniors 1976, l'Union internationale de patinage autorise chaque pays à avoir de une à trois inscriptions par discipline. 

## Podiums
Il n'y a pas eu de médaille de bronze dans la catégorie des couples artistiques, en raison du manque de participants.
| Épreuves                            | Or                         | Argent                       | Bronze                        |
| ----------------------------------- | -------------------------- | ---------------------------- | ----------------------------- |
| Messieurs résultats détaillés       | Daniel Béland              | Mark Pepperday               | Richard Furrer                |
| Dames résultats détaillés           | Carolyn Skoczen            | Christa Jorda                | Corine Wyrsch                 |
| Couples résultats détaillés         | Josée France / Paul Mills  | Elga Balk / Gavin MacPherson | -                             |
| Danse sur glace résultats détaillés | Wendy Sessions / Mark Reed | Karen Barber / Kim Spreyer   | Marie MacNeil / Robert McCall |

## Tableau des médailles
| Rang  | Nation         | Or | Argent | Bronze | Total |
| ----- | -------------- | -- | ------ | ------ | ----- |
| 1     | Canada         | 3  | 0      | 1      | 4     |
| 2     | Royaume-Uni    | 1  | 2      | 0      | 3     |
| 3     | Afrique du Sud | 0  | 1      | 0      | 1     |
| 3     | Autriche       | 0  | 1      | 0      | 1     |
| 5     | Suisse         | 0  | 0      | 2      | 2     |
| Total | Total          | 4  | 4      | 3      | 11    |

## Détails des compétitions

### Messieurs
| Rang    | Nom                      | Nation               | Places | Points | Fig. impo. | Prog. court | Prog. libre |
| ------- | ------------------------ | -------------------- | ------ | ------ | ---------- | ----------- | ----------- |
| 1       | Daniel Béland            | Canada               |        |        |            |             |             |
| 2       | Mark Pepperday           | Royaume-Uni          |        |        |            |             |             |
| 3       | Richard Furrer           | Suisse               |        |        |            |             |             |
| 4       | Michael Pasfield         | Australie            |        |        |            |             |             |
| 5       | Helmut Kristofics-Binder | Autriche             |        |        |            |             |             |
| 6       | Philippe Paulet          | France               |        |        |            |             |             |
| 7       | Shinji Someya            | Japon                |        |        |            |             |             |
| 8       | Christopher Howarth      | Royaume-Uni          |        |        |            |             |             |
| 9       | Joachim Edel             | Allemagne de l'Ouest |        |        |            |             |             |
| 10      | Lars Åkesson             | Suède                |        |        |            |             |             |
| 11      | Nagao Kobayashi          | Japon                |        |        |            |             |             |
| Abandon | Hervé Pornet             | France               |        |        |            |             |             |

### Dames
| Rang | Nom                   | Nation               | Places | Points | Fig. impo. | Prog. court | Prog. libre |
| ---- | --------------------- | -------------------- | ------ | ------ | ---------- | ----------- | ----------- |
| 1    | Carolyn Skoczen       | Canada               |        |        |            |             |             |
| 2    | Christa Jorda         | Autriche             |        |        |            |             |             |
| 3    | Corine Wyrsch         | Suisse               |        |        |            |             |             |
| 4    | Cécile Antonelli      | France               |        |        |            |             |             |
| 5    | Lynne Rickatson       | Royaume-Uni          |        |        |            |             |             |
| 6    | Carolyn Dunkeld       | Royaume-Uni          |        |        |            |             |             |
| 7    | Yoko Yakushi          | Japon                |        |        |            |             |             |
| 8    | Karin Riedieger       | Allemagne de l'Ouest |        |        |            |             |             |
| 9    | Rudina Pasveer        | Pays-Bas             |        |        |            |             |             |
| 10   | Patricia Claret       | Suisse               |        |        |            |             |             |
| 11   | Karina Tanski         | Allemagne de l'Ouest |        |        |            |             |             |
| 12   | Vicki Holland         | Australie            |        |        |            |             |             |
| 13   | Marcelle Byrne        | Australie            |        |        |            |             |             |
| 14   | Karin Telser          | Italie               |        |        |            |             |             |
| 15   | Pia Snellman          | Finlande             |        |        |            |             |             |
| 16   | Genevieve Schoumacker | Belgique             |        |        |            |             |             |
| 17   | Tammy Grenfell        | Afrique du Sud       |        |        |            |             |             |

### Couples
| Rang | Nom                          | Nation         | Places | Points | Prog. court | Prog. libre |
| ---- | ---------------------------- | -------------- | ------ | ------ | ----------- | ----------- |
| 1    | Josée France / Paul Mills    | Canada         |        |        |             |             |
| 2    | Elga Balk / Gavin MacPherson | Afrique du Sud |        |        |             |             |

### Danse sur glace
| Rang | Nom                                   | Nation               | Places | Points | Danses imposées | Danse libre |
| ---- | ------------------------------------- | -------------------- | ------ | ------ | --------------- | ----------- |
| 1    | Wendy Sessions / Mark Reed            | Royaume-Uni          |        |        |                 |             |
| 2    | Karen Barber / Kim Spreyer            | Royaume-Uni          |        |        |                 |             |
| 3    | Marie MacNeil / Robert McCall         | Canada               |        |        |                 |             |
| 4    | Anne-Sophie Druet / Laruent Mazarguil | France               |        |        |                 |             |
| 5    | Catherine Le Bail / Pierre Béchu      | France               |        |        |                 |             |
| 6    | Henriette Froschl / Christian Steiner | Allemagne de l'Ouest |        |        |                 |             |
| 7    | Paola Casalotti / Sergio Ceserani     | Italie               |        |        |                 |             |
| 8    | Nathalie Hervé / Pierre Husarek       | France               |        |        |                 |             |
| 9    | Michiko Abe / Masomu Sakai            | Japon                |        |        |                 |             |